# Districten van Jerevan

De 12 districten van Jerevan

De districten van Jerevan of buurtgemeenschappen (թաղային համայնք, t'aghayin hamaynk ) zijn de administratieve afdelingen van de Armeense hoofdstad Jerevan. 

## Indeling
Jerevan is onderverdeeld in 12 verschillende stadsdelen of administratieve districten met ieder een gekozen bestuurder. Elk district heeft een aantal (onofficiële) wijken (Armeens: թաղամասեր). De totale oppervlakte van de 12 districten bedraagt 223 km².
| District         | Armeens          | Bevolking (schatting 2016) | Oppervlakte (km²) |
| ---------------- | ---------------- | -------------------------- | ----------------- |
| Ajapnyak         | Աջափնյակ         | 109.100                    | 25,82             |
| Arabkir          | Արաբկիր          | 115.800                    | 13,29             |
| Avan             | Ավան             | 53.100                     | 7,26              |
| Davtashen        | Դավթաշեն         | 42.500                     | 6,47              |
| Ereboeni         | Էրեբունի         | 126.500                    | 47,49             |
| Kanaker-Zeytun   | Քանաքեռ-Զեյթուն  | 74.100                     | 7,73              |
| Kentron          | Կենտրոն          | 125.700                    | 13,35             |
| Malatia-Sebastia | Մալաթիա-Սեբաստիա | 135.900                    | 25,16             |
| Nork-Marash      | Նորք-Մարաշ       | 11.800                     | 4,76              |
| Nor-Nork         | Նոր Նորք         | 130.300                    | 14,11             |
| Nubarashen       | Նուբարաշեն       | 9.800                      | 17,24             |
| Shengavit        | Շենգավիթ         | 139.100                    | 40,6              |

## Geschiedenis

### Perzisch en Russisch tijdperk

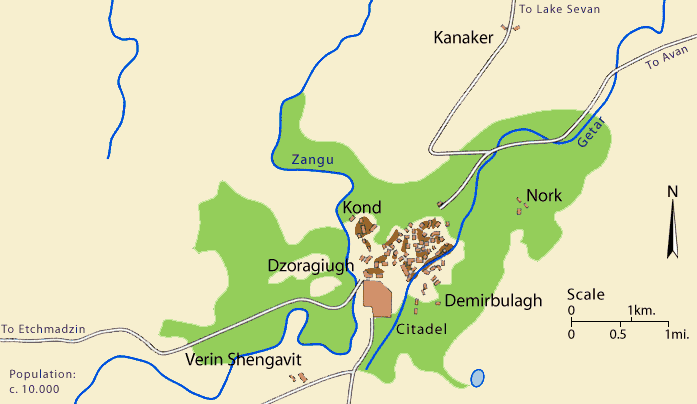
Jerevan in de 18e eeuw

Vanaf de 17e eeuw werd Jerevan (exclusief het fort van Jerevan en de drie naburige dorpen Noragyugh, Dzoragyugh en Nork) ingedeeld in drie hoofdkwartieren (mahlas; Perzisch: محله):
1. Shahar (Oude stad),
2. Demirbulagh (Karahank)
3. Kond (Tapabash).

De markt (Ghantar) tussen Kond en Shahar was apart.
Shahar (Perzisch:شهر) was het oudste en grootste kwartier van Jerevan, gelokaliseerd in het noordoostelijk deel van de stad en werd waarschijnlijk al bewoond ten tijde van het koninkrijk Urartu. Hoewel het later verscheidene malen verwoest werd, bleef het steeds bewoond.
Kond (Armeens: Կոնդ), ook gekend als Tapabashi tijdens de Perzische periode, betekent heuveltop en werd zo genoemd vanwege zijn hogere ligging. Kond ligt in het westelijke deel van Jerevan. Volgens de Armeense historicus Hovhannes Shahkhatunyants, was Kond gelegen in de westelijke en zuidelijke heuvels en aan de voet van een rotsachtige heuvel met dezelfde naam.
Demir-Bulagh of Demirbulagh (Turks: "demir" = ijzer, "bulağ" = bron, wat "ijzerbron" betekent) of Karahank (Armeens: Քարահանք, dat "steengroeve" betekent en verwijzend naar de steengroeve waar kalktuf en basalt gewonnen werd). Demirbulagh was gelegen in het zuidoosten van Jerevan. Deze wijk werd verhoudingsgewijs later bewoond dan andere districten in de eerste plaats wegens de aanwezige steengroeve. Later werd Karahank bevolkt door de Tataren en werd het een apart district van Jerevan. Demirbulagh werd drukker in de 17e eeuw toen de inwoners van Nakhichevan naar de gebieden ten noorden van het Jerevan-fort trokken uit angst voor de Perzische invasies. De meerderheid van de bevolking van het district waren moslims, er woonden maar weinig Armeniërs.
Ghantar (de markt) (Armeens: Ղանթար) was het activiteits- en zakelijk centrum van Jerevan en behoorde toe aan de stadsadministratie. Later werd op de plaats van Ghantar een overdekte markt gebouwd. In 1938 werd op deze plaats het Kinderpark (Kirov Park genoemd tijdens het Sovjettijdperk) gebouwd.

#### Uitbreiding in het midden van de 19e eeuw

Stadsplan van Jerevan van architect Boris Mehrabyan in 1906-1911

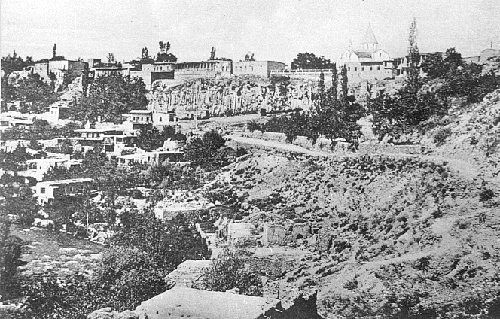
Dzoragyugh begin 20e eeuw, met de Sint-Sarkiskathedraal op de achtergrond (rechtsboven)

Nadat Jerevan in 1827 ingenomen was door de Russische troepen kwamen veel Armeniërs van het noorden van Perzië naar Oost-Armenië, de stad breidde uit en in het midden van de 19e eeuw had Jerevan 6 districten:
1. Shahar
2. Kond
3. Demir-Bulagh
4. Dzoragyugh
5. Nor tagh
6. Shen tagh
7. Nork

De twee naburige dorpen Dzoragyugh en Nork waren door de uitbreiding in de stad opgenomen.
Dzoragyugh (Armeens: Ձորագյուղ, Turks en Azerbeidzjaans: Dara-kend) was een buitenwijk en later een district van Jerevan. Het was gelegen aan de linkeroever van de rivier Hrazdan. Tijdens de Perzische heerschappij noemde het officieel Dara-kend.
Nork (Armeens: Նորք, Turks: Çömlekçi, wat "pottenbakker" betekent) was het tweede dorp nabij Jerevan, dat in de jaren 1830 onderdeel van de stad werd. Omdat het pottenbakken in de streek een veel voorkomende arbeid was, noemden de Turken het Cholmakci (Çömlekçi). De bevolking was volledig Armeens en ze werkten in de landbouw, groenteteelt, landbouw of als pottenbakker. Er waren twee kerken in Nork: Surb Astvatsatsin en Surb Simeon Tseruni (19e eeuw).
Noch tagh (Armeens: Նոր թաղ, betekenis "nieuwe wijk") was gelegen in het oostelijke deel van Kond in de omgeving van het huidige Hovhannes Tumanyan House-Museum. Het werd 'nieuw' genoemd, omdat veel immigranten uit Atropatene hier naartoe verhuisden na het Verdrag van Turkmantschai in 1828. Tijdens de Perzische heerschappij waren hier de tuinen van de Sardars, genaamd Khanlubagh (Perzisch: باغ خان).
Shen tagh (Armeens: Շեն թաղ) was gelegen in de omgeving van het huidige Engels park.

### Sovjet-tijdperk
De eerste administratieve hervorming van Jerevan vond plaats in 1936. Er werden twee rajons gevormd:
- Kirov-rajon (Кировский район)
- Stalin-rajon (Сталинский район)

De Spandaryan-rajon (Спандарянский район) werd gevormd in 1938 en de Molotov-rajon (Молотовский район) in 1939 zodat vanaf 1940 Jerevan vier rajons had.
De Kirov-rajon werd opgeheven in 1953. In 1957 werd de Molotov-rajon hernoemd naar Lenin-rajon en in 1958 werd de Shahumyan-rajon gevormd, gevolgd door de Ordzhonikidze-rajon in 1961. Uiteindelijk waren er in 1971 zes rajons in Jerevan:
- 26 Commissars-rajon (Район им.26 Комиссаров)
- Lenin-rajon (Ленинский район)
- Myasnikyan-rajon (Мясникянский район)
- Shahumyan-rajon (Шаумянский район)
- Spandaryan-rajon (Спандарянский район)
- Ordzhonikidze-rajon (Орджоникидзевский район)

De Soviet-rajon (Советский район) werd gevormd in 1972, gevolgd door de Mashtots-rajon (Маштоцкий район) in 1986.
De rajons van Jerevan en hun bevolkingen volgens de laatste Sovjet-telling van 1989:
| Rajon               | Russisch                  | Armeens              | Bevolking |
| Sovjet-rajon        | Советский район           | Սովետական շրջան      | 279.494   |
| Shahumyan-rajon     | Шаумянский район          | Շահումյանի շրջան     | 192.899   |
| 26 Commissars-rajon | Район имени 26 комиссаров | 26 կոմիսարների շրջան | 186.754   |
| Lenin-rajon         | Ленинский район           | Լենինի շրջան         | 138.926   |
| Ordzhonikidze-rajon | Орджоникидзевский район   | Օրջոնիկիձեի շրջան    | 133.038   |
| Mashtots-rajon      | Маштоцкий район           | Մաշտոցի շրջան        | 125.620   |
| Spandaryan-rajon    | Спандарянский район       | Սպանդարյան շրջան     | 80.580    |
| Myasnikyan-rajon    | Мясникянский район        | Մյասնիկյանի շրջան    | 64.228    |
| Jerevan stad        | город Ереван              | քաղաք Երևան          | 1.201.539 |